# 播磨町 (神戸市)
播磨町（はりままち）は、兵庫県神戸市中央区の町名。郵便番号650-0036。

## 地理
旧居留地の東から6番目の南北の道路に沿った土地。事務所ビルの立ち並ぶ商業地域。北は三宮町、居留地内西隣は浪花町、南側は海岸通、東隣は明石町と接する。

## 歴史
元は居留地内の通り名で、明治5年に道幅7.5m・長さ356.4mの道路に、他の居留地名江戸町・京町・浪花町に対応して命名された。町名となったのは明治32年（1899年）である。昭和6年（1931年）より生田区、昭和55年（1980年）より中央区に所属。

### 沿革
- 明治39年（1906年）、外人商業会議所が京町から移転。
- 大正2年（1913年）、スウェーデン領事館設置。まもなく浪花町へ移転。
- 大正5年（1916年）、ポルトガル領事館設置。
- 大正7年（1918年）、ポルトガル領事館が山本通二丁目へ移転。
- オランダ領事館が浪花町から移転。
- 大正14年(1925年）、外人商業会議所が江戸町へ移転。
- 大正15年（1926年）、ドミニカ共和国領事館開設。
- 昭和5年（1930年）、オランダ領事館が明石町へ移転。
- 昭和9年（1934年）、仲町・裏町の各一部を編入。

## 人口統計
- 明治34年（1901年）の戸数19、人口37[1]。
- 大正9年(1920年）の世帯数14、人口54[1]。
- 昭和35年（1960年）の世帯数1、人口2[1]。
- 昭和63年（1988年）の定住者なし[1]。
- 平成17年国勢調査（2005年10月1日現在）における定住者なし[2]。

## 施設
- さくらケーシーエス
- 神戸旧居留地平和ビル